# 후지바야시 에키조
후지바야시 에키조(일본어: 藤林 益三, 1907년 8월 26일~2007년 4월 24일)는 일본의 변호사다.

## 생애
1907년 교토부 후나이군 고카쇼촌(현 난탄시)에서 태어났다. 본가는 고치에서 실을 뽑거나 목재를 강을 통해 교토로 옮기는 일을 하고 있었다. 3살 때 아버지가 죽자 소노베촌(현 난탄시)에 있던 삼촌의 집으로 어머니, 누나와 함께 이사했다. 이후 소노베 심상소학교, 교토 중학교, 제삼고등학교를 거쳐 1931년 도쿄 제국 대학(현 도쿄 대학) 법학부를 졸업했다.
이후 변호사가 되어 기업법무 분야에서 활약했으며 1970년 7월엔 최고재판소 재판관이, 1976년 5월엔 최고재판소 장관이 되었다. 변호사 출신 최고재판소 장관은 지금까지도 후지바야시가 유일하며 장관이 되었을 때 나이가 68세 9개월로 이 역시 지금까지 깨지지 않은 최고령 기록이다. 후지바야시는 무교회주의로 일요일마다 성서연구회에 참여하고 있다. 이는 쓰시 지진제 사건에도 영향을 미쳐 쓰시가 지진제를 주최한 건 정교분리를 규정한 헌법에 위반된다며 장관이 반대 의견을 낸 이례적인 상황을 만들어냈다. 훗날 후지바야시는 "나의 법률가로서의 인생은 그야말로 이 판결을 위해 있는 것이었다"라고 술회하며 이 판결의 집필에 힘을 쏟았다고 말했다.
1976년 2월 록히드 사건이 세간에 알려진 뒤 7월 24일 재판관 회의를 진행하며 미국측 증인의 형사 면책을 보증하는 선언을 만장일치로 결의했다. 한편 1977년 3월 23일 재판관 회의에서 1956년 2월 이래 유지되던 사법연수생의 국적 조항에 대해 국적 조항은 유지하면서 헌법과 법률을 준수하겠다는 서약서를 제출하면 외국인도 상당하다고 인정된다면 채용하겠다는 방침을 밝혔다(서약서 제출 제도는 1990년에 폐지되었고 국적 조항은 2009년에 폐지되었다).
1977년 8월 최고재판소 장관에서 정년 퇴직했으며 곧 변호사로 복귀했다. 같은 해에 훈1등 욱일대수장을 수훈했다. 2007년 4월 심부전으로 도쿄도 이나기시의 한 병원에서 향년 99세로 사망했다.

## 참고 문헌
- 野村二郎 (1986). 《最高裁全裁判官：人と判決》 (일본어). 三省堂. ISBN 9784385320403.
- 野村二郎 (2004). 《日本の裁判史を読む事典》 (일본어). 自由国民社. ISBN 9784426221126.
- 山本祐司 (1997). 《最高裁物語（下）》 (일본어). 講談社+α文庫. ISBN 9784062561938.

| 전임 무라카미 도모카즈 | 제7대 최고재판소 장관 1976년 5월 25일~1977년 8월 25일 | 후임 오카하라 마사오 |